# La marche de l'empereur
La Marche de l'empereur (em português A Marcha dos Pinguins) é um documentário rodado nos arredores da base científica francesa Dumont d'Urville sobre uma parte da vida dos pinguins-imperadores: o acasalamento e a reprodução.

## Enredo
Todos os invernos, no gelo vazio da Antártida, tem lugar uma viagem efectuada da mesma forma, desde sempre. Os Pinguins Imperadores abandonam os mares onde habitam e dão início a uma longa caminhada designada Marcha das longas caravanas em direcção a Oamock.
Em fila indiana e guiados por um(a) chefe, os pinguins marcham pela necessidade de se reproduzir, para assegurar a sobrevivência da espécie. Todos os anos se dirigem para o seu tradicional local de reprodução, onde se juntam e acasalam. Mesmo estando todos juntos, há alguns pinguins que não conseguem acompanhar a marcha e se perdem no branco infinito, acabando por morrer.

## Trilha Sonora
Emilie Simon é a compositora e intérprete das músicas.
1. The Frozen World
2. Antarctic
3. The Egg
4. Song of the Sea
5. Baby Penguins
6. Attack of the Killer Birds
7. Aurora Australis
8. The Sea Leopard
9. Song of the Storm
10. Mother´s Pain
11. To the Dancers On the Ice
12. All Is White
13. The Voyage

## Dublagem
O filme possui uma dublagem diferente, já que as falas reproduziriam o pensamento dos próprios pingüins-imperadores, sendo este um dos fatores citados pela mídia como de destaque no filme.

### No original
- Charles Berling - pinguim macho
- Romane Bohringer - pinguim fêmea
- Jules Sitruk - filhote

### No Brasil
- Antônio Fagundes - pinguim macho
- Patrícia Pillar - pinguim fêmea

## Premiações
Oscar (2006)
- Venceu a categoria melhor documentário

César (2006)
- Venceu a categoria melhor sonoplastia
- Indicado à categoria melhor edição

BAFTA (2006)
- Indicado às categorias: melhor fotografia e melhor edição

David (2006)
- Indicado à categoria melhor filme europeu

## Dados
- Lançamento nos cinemas da França: 26 de janeiro de 2005
- Lançamento em DVD na França: 26 de julho de 2005
- Orçamento: 8 milhões de dólares
- Arrecadação: 77 milhões de dólares nos Estados Unidos e Canadá